# Idrettsgallaen 2010

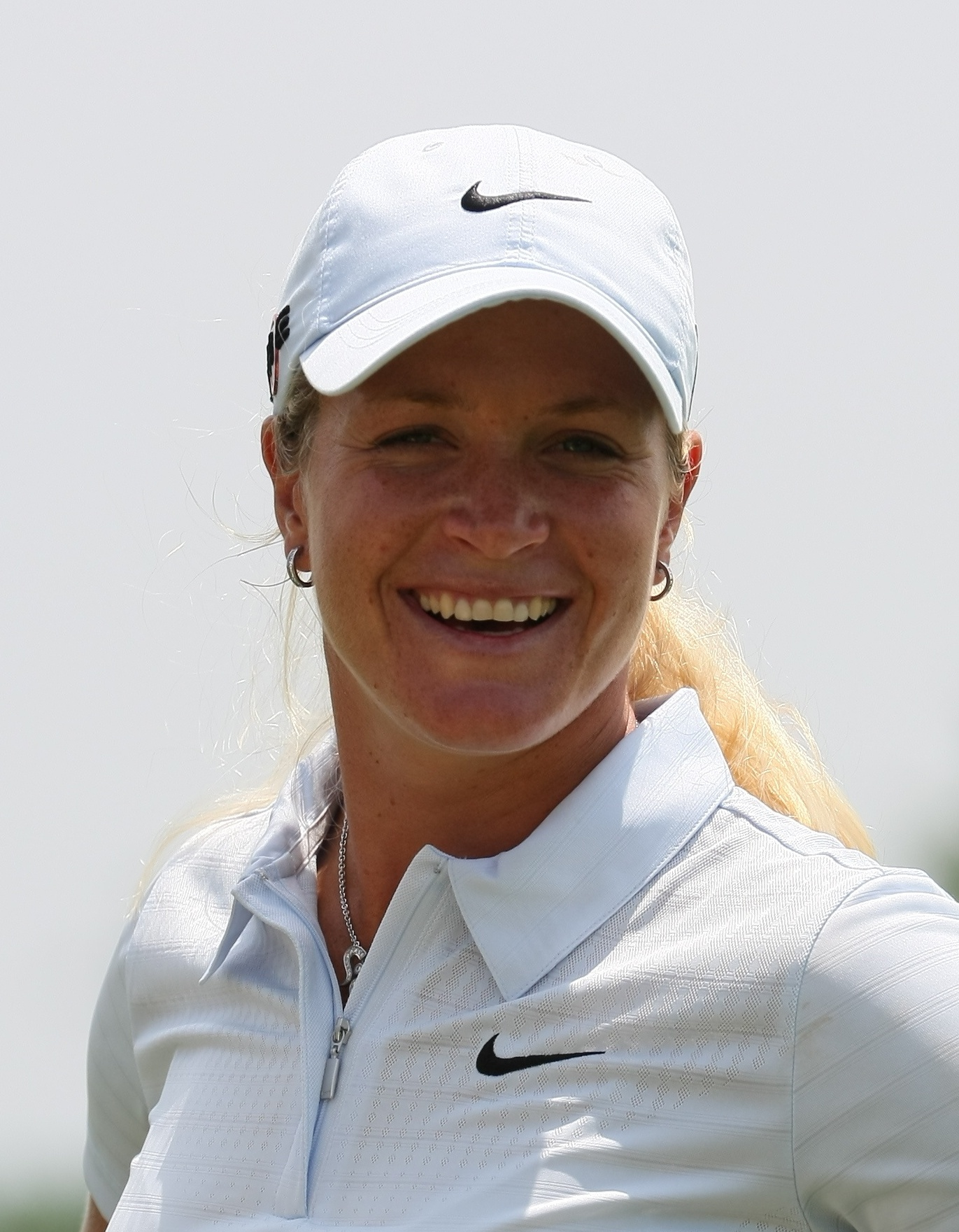
Suzann Pettersen - Årets kvinnliga idrottare i Norge

Idrettsgallaen 2010 arrangerades i Håkons Hall i Lillehammer den 9 januari 2010. På galan delades priser ut till Norges främsta idrottsutövare under 2009

## Vinnare
- Utövarnas pris: Petter Northug, längdåkning
- Årets namn: Petter Northug, längdåkning
- Idrettsgallaens hederspris: Thor Ole Rimejorde
- Årets kvinnliga utövare: Suzann Pettersen, golf
- Årets manlige utövare: Ole Einar Bjørndalen, skidskytte
- Årets lagspelare: Brede Hangeland, fotboll
- Årets lag: Norges damlandslag i fotboll
- Årets genombrott: Ingvild Snildal, simning
- Öppen klass: Vebjørn Berg, skytte
- Årets funktionshindrade idrottsutövare: Nils Erik Ulset, längdåkning
- Årets tränare: Åsmund Martinsen, friidrott
- Årets förebild: Anders Nordberg, orientering
- Årets eldsjäl: Vidar Bøe, (Østmarka)